# 河口小姬蛙
河口小姬蛙（学名：Micryletta hekouensis），一种于中华人民共和国云南省东南部河口瑶族自治县南溪镇发现的两栖动物，隶属于姬蛙科小姬蛙属。

## 鉴别特征
河口小姬蛙体型小，吻肛长（SVL）20.5－20.8毫米；吻棱到上眼睑之后和上臂背面金黄色，身体背面其他部位全黑色或者黄灰色带有棕黑色条纹；头和身体侧面黑色或者黄灰色，眼的前下方沿着上唇到上臂基部有一条白色条纹；身体和四肢腹面粉棕色，雄性喉部区域棕黑色，胸部和腹部两侧有不规则的小白点；颞褶不明显；无外蹠突；趾间无蹼；后肢贴体前伸胫跗关节达眼前端。